# Rudolf Zeitler
Rudolf Walter Zeitler, född 28 april 1912 i Köln, död 8 februari 2005 i Uppsala, var en tysk-svensk konsthistoriker. 
Zeitler föddes i Köln men flyttade till sin morfar i Kaiserslautern efter att föräldrarna omkommit i en olycka i bergen i Berchtesgaden. Han avlade studentexamen och studerade sedan vid universiteten i München, Marburg och Berlin.
Zeitler, som var av judisk börd, tvingades att fly Tyskland under 1930-talet. År 1936 disputerade han på avhandlingen Sophokles und die Polis vid Karl-Ferdinands-Universität i Prag. År 1939 ankom Zeitler till Sverige. Han var först i Sigtuna, innan han kom till Uppsala. Han gjorde akademisk karriär och fick tjänst hos Gregor Paulsson, som han senare skulle komma att efterträda som professor. Han var docent i konsthistoria vid Uppsala universitet från 1954 och professor 1964–1977. År 1960 mottog han Oscarspriset.
Zeitler skrev böcker om Albrecht Dürer och Stig Berglund, konstreseguider och böcker om skandinavisk konst. Inom arkitekturen skrev han om Gottfried Semper. 
Zeitler donerade sin omfattande boksamling till Karlstads universitet där Rudolf Zeitler-samlingen återfinns.